# SN 2011L
SN 2011L – supernowa typu Ia odkryta 14 stycznia 2011 roku w galaktyce A234011+2725. W momencie odkrycia miała maksymalną jasność 17,00m.